# Dzialski
Dzialski (Dziarski) – potok, lewy dopływ Skawy o długości 4,53 km i powierzchni zlewni 8,4 km². 
Zlewnia potoku znajduje się w Beskidzie Orawsko-Podhalańskim, w obrębie miejscowości Toporzysko. Dzialski spływa w kierunku północno-wschodnim między dwoma grzbietami tego pasma i uchodzi do Skawy na wysokości około 440 m. Tuż przed ujściem do Skawy od potoku, po jego lewej stronie odgałęzia się niewielka Młynówka, wkrótce również uchodząca do Skawy.